# 彭際遇
彭际遇（1587年—？），字觀卿，號紫岳，廣東廣州府东莞县軍籍，明朝政治人物。

## 生平
万历三十四年（1606年）丙午科廣東乡试第二十一名举人，萬曆三十五年（1607年）丁未科進士，户部觀政，三十七年正月授行人，四月与正使检讨钱象坤一起册封周府邵陵王朱朝塍选苏氏为妃。四十年四月贵州主考，四十二年考選，丁憂，四十七年授福建道御史，九月差陕西茶马，四十八年二月巡按陕西。天启三年巡视大工，本年升大理右寺丞，四年升右少卿。

## 家族
曾祖彭廣。祖父彭國輝。父彭廷會。嫡母张氏，生母某氏。慈侍下。兄维翊、维靖。弟際運。